# Partia Przyjaciół Piwa (Białoruś)

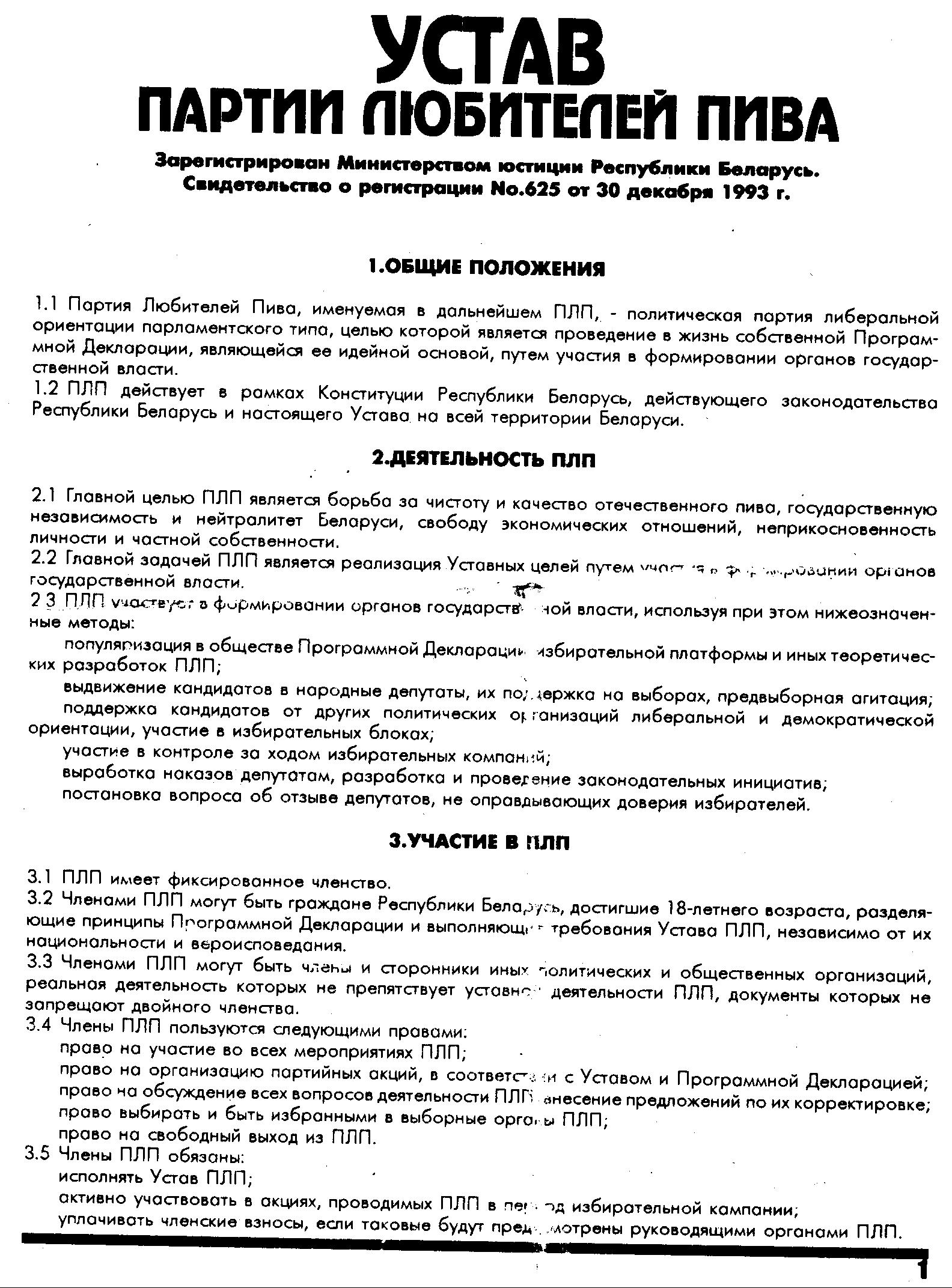
Statut partii

Partia Przyjaciół Piwa, PPP (biał. Партыя Аматараў Піва, ПАП, ros. Партия любителей пива, ПЛП) — białoruska liberalna partia polityczna, utworzona 10 sierpnia 1993 roku na zjeździe w Mińsku, zarejestrowana 30 grudnia tegoż roku. Partia istniała formalnie do 1997 roku, kiedy to została wykreślona z rejestru partii decyzją Ministerstwa Sprawiedliwości Republiki Białorusi. W rzeczywistości partia zawiesiła działalność już w 1996 roku, po wymuszeniu na jej liderze wyjazdu za granicę. Do statutu partii wpisano walkę o czystość i jakość piwa (na pierwszym miejscu), ale także walkę o niezależność Białorusi i wolny rynek.  
Liczba członków partii wynosiła około 2 500. Wśród członków tego ugrupowania znajdowali się między innymi: muzycy Siarhiej Skrypniczenka i Lawon Wolski, działacz związkowy Hienadź Bykau, a także polityk nacjonalistyczny Siarżuk Wysocki. Członkowie partii zorganizowali trzy zjazdy walne: pierwszy, założycielski 10 sierpnia 1993 roku, zjazd programowy 3-4 września 1994 roku oraz zjazd przedwyborczy w 1995 roku. Po latach były lider partii Andrej Ramaszeuski odniósł się do pomysłu jej odtworzenia, stwierdzając, że obecni zwolennicy tego pomysłu, tak jak dawni jej członkowie, nie mają ideologii pojmowanej "w sensie leninowskim", a program partii: "piwo, język, niezależność" pozostaje niezmienny.